# ROH Death Before Dishonor
Death Before Dishonor (em português: Morte Antes da Desonra) é um evento de wrestling profissional produzido pela Ring of Honor (ROH). O evento foi criado em 2003, e está desde então como um dos mais tradicionais do calendário da empresa.

## Eventos
| Evento                                      | Data                   | Local                     | Cidade                     | Evento principal |
| ------------------------------------------- | ---------------------- | ------------------------- | -------------------------- | --- |
| Death Before Dishonor                       | 19 de julho de 2003    | Rex Plex                  | Elizabeth, New Jersey      | Samoa Joe (c) vs. Paul London pelo ROH World Championship |
| Death Before Dishonor 2: Part One           | 23 de julho de 2004    | Muellner Building         | Wauwatosa, Wisconsin       | Second City Saints (CM Punk e Colt Cabana) (c) vs. Briscoe Brothers (Jay e Mark) em uma 2-out-3 falls match pelo ROH World Tag Team Championship                                          |
| Death Before Dishonor 2: Part Two           | July 24, 2004          | Frontier Fieldhouse       | Chicago Ridge, Illinois    | Second City Saints (CM Punk and Ace Steel) vs. Dan Maff and B.J. Whitmer in a Chicago Street Fight                                                                                        |
| Death Before Dishonor III                   | 18 de junho de 2005    | Mennen Sports Arena       | Morristown, New Jersey     | Austin Aries (c) vs. CM Punk pelo ROH World Championship |
| Death Before Dishonor IV                    | 15 de julho de 2006    | National Guard Armory     | Philadelphia, Pennsylvania | ROH (Samoa Joe, Adam Pearce, B.J. Whitmer, Ace Steel e Homicide) vs. CZW (Chris Hero, Claudio Castagnoli, Necro Butcher, Nate Webb e Eddie Kingston) em uma Cage of Death                 |
| Death Before Dishonor V: Night One          | 10 de agosto de 2007   | Roxbury Community College | Boston, Massachusetts      | Briscoe Brothers (Jay e Mark) vs. Kevin Steen e El Generico em uma Boston Street Fight |
| Death Before Dishonor V: Night Two          | 11 de agosto de 2007   | National Guard Armory     | Philadelphia, Pennsylvania | The Resilience (Austin Aries, Erick Stevens e Matt Cross) e Delirious vs. No Remorse Corps (Roderick Strong, Davey Richards e Rocky Romero) e Matt Sydal em uma Philadelphia Street Fight |
| Death Before Dishonor VI                    | 2 de agosto de 2008    | Hammerstein Ballroom      | New York City, New York    | Nigel McGuinness (c) vs. Bryan Danielson vs. Claudio Castagnoli vs. Tyler Black em uma Four-Way Elimination match pelo ROH World Championship                                             |
| Death Before Dishonor VII: Night One        | 24 de julho de 2009    | Ted Reeve Arena           | Toronto, Ontario           | Austin Aries (c) vs. Jerry Lynn vs. Nigel McGuinness vs. Tyler Black em uma Four Corner Survival match pelo ROH World Championship                                                        |
| Death Before Dishonor VII: Night Two        | 25 de julho de 2009    | Ted Reeve Arena           | Toronto, Ontario           | Chris Hero vs. Lance Storm |
| Death Before Dishonor VIII                  | 19 de junho de 2010    | Ted Reeve Arena           | Toronto, Ontario           | Tyler Black (c) vs. Davey Richards pelo ROH World Championship |
| Death Before Dishonor IX                    | 17 de setembro de 2011 | Manhattan Center          | New York City, New York    | Briscoe Brothers (Jay e Mark) vs. The All-Night Express (Kenny King e Rhett Titus) em uma Ladder War III                                                                                  |
| Death Before Dishonor X: State of Emergency | 15 de setembro de 2012 | Frontier Fieldhouse       | Chicago Ridge, Illinois    | Kevin Steen (c) vs. Rhino em uma No Disqualification match pelo ROH World Championship |
| Death Before Dishonor XI                    | 20 de setembro de 2013 | National Guard Armory     | Filadélfia, Pensilvânia    | Adam Cole vs. Michael Elgin pelo vago ROH World Championship |